# Paenungulata
Paenungulata (z latinského paene = „skoro“ + ungulātus = „s kopyty“) je skupina savců zahrnující chobotnatce (Proboscidea), damany (Hyracoidea) a sirény (Sirenia). Monofyletický původ klad Paenungulata byl opakovaně podpořen četnými molekulárními i morfologickými studiemi. Ke společným znakům této skupiny patří absence šourku nebo uložení varlat v břišní dutině. U některých samic jsou prsní bradavky v podpaží. Kosti zápěstí a zánártí jsou dorzoventrálně zploštělé a uspořádány v řadě za sebou. Nehty jsou ploché.
Klad Paenungulata společně s kladem Afroinsectiphilia představuje dvě hlavní odnože skupiny Afrotheria, což je velká skupina savců spojována a africkým kontinentem. Vnitřní taxonomie skupiny Paenungulata je stále předmětem debat. Tradiční uspořádání považuje damany za bazální klad, ke kterému utváří sesterskou skupinu klad sirén a chobotnatců. Studie z roku 2024 však za sesterský klad sirén identifikovala skupinu zahrnující damany a chobotnatce. Kladogram níže tedy zobrazuje pouze jedno z možných uspořádání:
| sirény      | \| \| kapustňákovití \| \| \| \| \| \| dugongovití \| \| \| \| |
|             | \| \| kapustňákovití \| \| \| \| \| \| dugongovití \| \| \| \| |
| chobotnatci | slonovití                                                      |
|             | slonovití                                                      |
|             | kapustňákovití                                                 |
|             |                                                                |
|             | dugongovití                                                    |
|             |                                                                |

|  | kapustňákovití |
|  |                |
|  | dugongovití    |
|  |                |

| sirény      | \| \| kapustňákovití \| \| \| \| \| \| dugongovití \| \| \| \| |
|             | \| \| kapustňákovití \| \| \| \| \| \| dugongovití \| \| \| \| |
| chobotnatci | slonovití                                                      |
|             | slonovití                                                      |
|             | kapustňákovití                                                 |
|             |                                                                |
|             | dugongovití                                                    |
|             |                                                                |

|  | kapustňákovití |
|  |                |
|  | dugongovití    |
|  |                |

| sirény      | \| \| kapustňákovití \| \| \| \| \| \| dugongovití \| \| \| \| |
|             | \| \| kapustňákovití \| \| \| \| \| \| dugongovití \| \| \| \| |
| chobotnatci | slonovití                                                      |
|             | slonovití                                                      |
|             | kapustňákovití                                                 |
|             |                                                                |
|             | dugongovití                                                    |
|             |                                                                |

|  | kapustňákovití |
|  |                |
|  | dugongovití    |
|  |                |

| sirény      | \| \| kapustňákovití \| \| \| \| \| \| dugongovití \| \| \| \| |
|             | \| \| kapustňákovití \| \| \| \| \| \| dugongovití \| \| \| \| |
| chobotnatci | slonovití                                                      |
|             | slonovití                                                      |
|             | kapustňákovití                                                 |
|             |                                                                |
|             | dugongovití                                                    |
|             |                                                                |

|  | kapustňákovití |
|  |                |
|  | dugongovití    |
|  |                |

| sirény      | \| \| kapustňákovití \| \| \| \| \| \| dugongovití \| \| \| \| |
|             | \| \| kapustňákovití \| \| \| \| \| \| dugongovití \| \| \| \| |
| chobotnatci | slonovití                                                      |
|             | slonovití                                                      |
|             | kapustňákovití                                                 |
|             |                                                                |
|             | dugongovití                                                    |
|             |                                                                |

|  | kapustňákovití |
|  |                |
|  | dugongovití    |
|  |                |

| sirény      | \| \| kapustňákovití \| \| \| \| \| \| dugongovití \| \| \| \| |
|             | \| \| kapustňákovití \| \| \| \| \| \| dugongovití \| \| \| \| |
| chobotnatci | slonovití                                                      |
|             | slonovití                                                      |
|             | kapustňákovití                                                 |
|             |                                                                |
|             | dugongovití                                                    |
|             |                                                                |

|  | kapustňákovití |
|  |                |
|  | dugongovití    |
|  |                |

| sirény      | \| \| kapustňákovití \| \| \| \| \| \| dugongovití \| \| \| \| |
|             | \| \| kapustňákovití \| \| \| \| \| \| dugongovití \| \| \| \| |
| chobotnatci | slonovití                                                      |
|             | slonovití                                                      |
|             | kapustňákovití                                                 |
|             |                                                                |
|             | dugongovití                                                    |
|             |                                                                |

|  | kapustňákovití |
|  |                |
|  | dugongovití    |
|  |                |

| sirény      | \| \| kapustňákovití \| \| \| \| \| \| dugongovití \| \| \| \| |
|             | \| \| kapustňákovití \| \| \| \| \| \| dugongovití \| \| \| \| |
| chobotnatci | slonovití                                                      |
|             | slonovití                                                      |
|             | kapustňákovití                                                 |
|             |                                                                |
|             | dugongovití                                                    |
|             |                                                                |

|  | kapustňákovití |
|  |                |
|  | dugongovití    |
|  |                |

Do kladu Paenungulata se někdy řadí i řád mohutných savců Embrithopoda, kteří vzhledem připomínali nosorožce, a řád mořských savců Desmostylia. Obě skupiny jsou však již dávno vyhynulé, fosilní záznam neúplný a vztahy k ostatním skupinám jsou tak předmětem probíhajících diskusí. Např. podle Erdal et al. (2016) skupina Embrithopoda možná ani nepatří do kladu Afrotheria. Cooper et al. (2014) zase spojuje klad Desmostylia s lichokopytníky (Perissodactyla).